# Кінь (рід)
Кінь (Equus) — рід плацентарних ссавців з родини коневих (Equidae). Типовий вид: Equus caballus (Equus ferus caballus Linnaeus, 1758). Родова назва походить з іонічних діалектів (грец. ἴκκος — «кінь»; це слово, своєю чергою, прийшло з мікенської).

## Морфологічна характеристика
Це, як правило, кремезні тварини з відносно великою головою і довгими кінцівками. Голова й тулуб від 200 до 300 сантиметрів завдовжки, хвіст від 30 до 60 см завдовжки, висота в плечах становить від 100 до 160 сантиметрів, вага дорослих тварин 175—450 кілограмів. Волосяний покрив щільний і переважно короткий, більшість видів мають довше волосся на шиї (грива) і довге волосся на хвості. Забарвлення сіре чи коричневе зверху і білувато-сіре знизу в більшості видів, зебри відомі чорно-білим смугастим забарвленням. Зубна формула: I 3/3, C 0-1/0-1, P 3-4/3 M 3/3 = 36—42.

## Життя

### Соціальна поведінка
Це соціальні тварини, що живуть стадами або групами. Комунікація відбувається за допомогою жестів, таких як положення вух, щелепи або хвоста, а також через звуки.

### Харчування
Коні є виключно травоїдними і споживають в першу чергу трави. Крім того, вони сильно залежать від води. Деякі види можуть за необхідності довгий час триматися на відстані від водойм, але потім за короткий проміжок часу здатні випити до 30 літрів води.

### Вороги
Коні мають ряд природних ворогів, в першу чергу до них належать великі хижаки, такі як гієнові, вовки, псові і пантерові. Статура коней призначена для швидкого і витривалого бігу, тому при загрозі вони, якщо це взагалі можливо, намагаються втекти. Якщо тварини загнані в кут, вони можуть також бити копитами або робити випади, наносячи болючі укуси. Їх найефективнішою зброєю є сильні м'язисті задні ноги.

### Розмноження
Період вагітності коней триває 330—410 днів — найдовший у зебри, Equus grevyi, найкоротший у домашнього коня. Загалом, народжується одне маля. Лошата відносно важкі (сягають від 9 до 13 % від ваги матері) і добре розвинені, здатні бігти за матір'ю вже через кілька годин після народження. У віці 6-18 місяців молоді тварини починають харчуватися самостійно. Статевої зрілості сягають у віці від двох до шести років.

### Тривалість життя
Максимальний вік у дикій природі становить близько 40 років, у неволі майже 50 років.

## Представники роду

Кінь під час руху

Найвідоміші представники роду — коні свійські та зебри.
- кінь свійський
- кінь тарпан
- кінь кулан
- віслюк (інколи як окремий рід Asinus)
- зебра (група видів смугастих африканських коней)

Відомі численні випадки міжвидової гібридизації різних видів цього роду. У більшості випадків різні варіанти гібридів мають власні назви. Наприклад, мул (лат. mulus) — це кінь, народжений самицею коня звичайного і самця віслюка (Equus caballus x Equus asinus), за розмірами й забарвленням схожий на матір, проте за деталями морфології (вуха, хвіст, копита) — на батька. Результат зворотної комбінації батьків називають «ослюком».

## Сучасна систематика роду
За зведенням «Види ссавців світу» (2005), класифікація роду Equus наступна (порядок видів — за абеткою, українська назва роду взята у квадратні дужки в усіх випадках, коли наявна власна назва виду у формі іменника):
- Equus africanus — Еритрея, Ефіопія
- Equus asinus — віслюк — одомашнена форма
- Equus caballus — кінь звичайний — одомашнена форма
- Equus ferus — Монголія й північно-західний Китай; вимерлий і реінтродукований в Україні
- Equus grevyi — Ефіопія, Кенія, Південний Судан?
- Equus hemionus — кулан — Ізраїль, Іран, Туркменістан, Узбекистан, Казахстан, Пакистан?, Індія, Китай, Монголія; вимерлий і обмежено реінтродукований в Україні
- Equus kiang — кіанг — Пакистан, Китай, Індія, Непал, Бутан?
- Equus quagga — зебра бурчеллова — значні площі Африки
- Equus zebra — зебра гірська — Ангола, Намібія, ПАР

## Кінь як символ
Кінь — символ сонця і водночас потойбічного світу; циклічного розвитку світу; нестримних пристрастей та інстинктів; чоловічого начала; інтуїтивного пізнання; у слов'ян-язичників — символ смерті й воскресіння сонячного божества; багатства, могутності; степу, швидкості; волі; символ вірності, відданості.
У багатьох народів світу кінь вважався священною культовою твариною. Зокрема, у Стародавній Греції кінь був атрибутом бога Аїда. В античному світі саме коні були помічниками богів та героїв, символізували могутність імператорів, бо кіннота часто вирішувала долю численних воєн. Кельти, деякі стародавні слов'янські племена вірили, що душі померлих несуть у потойбічний світ саме коні. Ось чому в древніх захороненнях часто знаходять черепи, упряжі коней. В Авесті, Рігведі кінь персоніфікував сонце, яке називали «швидкокінним». У староіндійських, литовських міфах сказано, що кінь створений із Сонця.
На всесвітньо відомих Мамаях кінь символізував волю. Безмежно любили коней запорозькі козаки, називаючи їх не інакше як «нерозлучними товаришами», «вірними братами». Козак власне і був козаком, якщо мав коня. У фольклорі козак звертається до коня, як до побратима, просить «розбити тугу по темному лугу», винести з «тяжкої неволі». За словами Д. І. Яворницького, козак просить коня «розділити його радість у перемозі над ворогом, заповідає йому, вмираючи, передати з дикого степу вісточку дорогим товаришам і близьким родичам у славній Січі і далекій Україні…».
Усна народна творчість, література змальовують коня «білим», «вороненьким», «баским», «вітроногим». Напувати коня козака символізувало колись в Україні освідчення в коханні. Аналогічно трактувалися і такі дії, як сідлання коня, розчісування йому гриви. Вирізьблені з дерева кінські голови (коньки), підкови були надійним оберегом від злих духів.